# 베크드코르뱅
베크드코르뱅(프랑스어: bec-de-corbin [bεkdəkɔʀbɛ̃][*]), 또는 크로우빌(영어: crowbill)은 중세 유럽에서 유행했던 장병무기의 일종이다. 이름은 "까마귀 부리"라는 뜻으로, 멍텅한 망치 대가리의 반대쪽에 뾰족한 "부리"가 달려 있고 그 위에 찌를 수 있는 스파이크가 붙은 형태를 하고 있다. 루체른 해머와 유사한 무기이나, 부리가 더 굵고 스파이크가 좀더 짧은 것이 차이점이다. 기본적으로 루체른 해머는 망치 쪽으로 타격하는 것이 주요 공격법이지만, 베크드코르뱅은 부리로 찍는 것이 공격법이고 망치는 그 반대쪽에서 무게중심을 잡아주는 역할을 했다.
"송골매 부리"라는 뜻의 베크드포코(프랑스어: bec-de-faucon)는 베크드코르뱅과 유사한데 부리 반대쪽에 망치 대신 도끼가 붙은 형태를 하고 있다.